# Процена локације у бежичним сензорским мрежама
Процена локације у бежичним сензорским мрежама је проблем процене локације објекта из скупа мерења са сметњама (шумовима). Ова мерења се добијају на расподељен начин помоћу скупа сензора.

## Мотивација
Многе цивилне и војне апликације захтевају праћење које може идентификовати објекте у одређеној области, слично посматрању улаза у приватну кућу помоћу сигурносне камере. Надгледане области које су веће у односу на објекте од интереса често захтевају вишеструке сензоре (нпр. инфрацрвене детекторе) на више локација. Централизовани посматрач или рачунарска апликација надгледа те сензоре.
Систем CodeBlue харвардског Универзитета представља пример где је велики број сензора дистрибуиран међу болничким објектима, у циљу лоцирања пацијента у невољи, од стране особља. Осим тога, низ сензора омогућава онлајн праћење медицинских информација док истовремено дозвољава пацијенту слободно кретање. Војне апликације (нпр. лоцирање уљеза у заштићеном подручју) такође су добри кандидати за постављање бежичних сензорских мрежа.

## Поставка проблема
Нека {\displaystyle \theta } означава позицију од интереса. Скуп од {\displaystyle N} сензора прикупља тачно {\displaystyle x_{n}=\theta +w_{n}} мерења која су загађена неким адитивним шумом {\displaystyle w_{n}} који зависи од познатих или непознатих функција расподеле вероватноће. Сензори преносе мерења до централног процесора. {\displaystyle n} сензор кодира {\displaystyle x_{n}} помоћу функције {\displaystyle m_{n}(x_{n})}. Апликација која обрађује податке примењује унапред дефинисано правило оцене параметра {\displaystyle {\hat {\theta }}=f(m_{1}(x_{1}),\cdot ,m_{N}(x_{N}))}. Скуп функција порука {\displaystyle m_{n},\,1\leq n\leq N} и правило спајања {\displaystyle f(m_{1}(x_{1}),\cdot ,m_{N}(x_{N}))} су дефинисани тако да смање грешку оцене што је то више могуће. На пример: минимизовање математичког очекивања {\displaystyle \mathbb {E} \|\theta -{\hat {\theta }}\|^{2}}.
Идеални случај би био да сензори преносе своје податке {\displaystyle x_{n}} добијене мерењем, директно до центра за процесирање тих података, тј. {\displaystyle m_{n}(x_{n})=x_{n}}. При оваквим околностима, се методом максималне веродостојности добија оцена {\displaystyle {\hat {\theta }}={\frac {1}{N}}\sum _{n=1}^{N}x_{n}} која представља непристрасну оцену чије је математичко очекивање баш {\displaystyle \mathbb {E} \|\theta -{\hat {\theta }}\|^{2}={\text{var}}({\hat {\theta }})={\frac {\sigma ^{2}}{N}}} уз претпоставку да шумови имају нормалну (Гаусову) расподелу {\displaystyle w_{n}\sim {\mathcal {N}}(0,\sigma ^{2})}. Следећи одељци излажу алтернативне дизајне када су сензори ограничени на пропусни опсег 1-битног преноса, тј. када је {\displaystyle m_{n}(x_{n})}=0 или 1.

## Позната функција расподеле вероватноће шума
Почињемо са примером када шум има нормалну расподелу, тј. {\displaystyle w_{n}\sim {\mathcal {N}}(0,\sigma ^{2})}, у којем је предлог дизајна система следећи
{\displaystyle m_{n}(x_{n})=I(x_{n}-\tau )={\begin{cases}1&x_{n}>\tau \\0&x_{n}\leq \tau \end{cases}}}
{\displaystyle {\hat {\theta }}=\tau -F^{-1}\left({\frac {1}{N}}\sum \limits _{n=1}^{N}m_{n}(x_{n})\right),\quad F(x)={\frac {1}{{\sqrt {2\pi }}\sigma }}\int \limits _{x}^{\infty }e^{-w^{2}/2\sigma ^{2}}\,dw}
Овде је {\displaystyle \tau } параметар који утиче на наше претходно знање о приближној вредности параметра {\displaystyle \theta }. У овом дизајну, случајна вредност {\displaystyle m_{n}(x_{n})} има Бернулијеву расподелу~{\displaystyle (q=F(\tau -\theta ))}. Центар за обраду података одређује аритметичку средину од примљених битова зарад формирања оцене {\displaystyle {\hat {q}}} параметра {\displaystyle q}, који се затим користи за налажење оцене параметра {\displaystyle \theta }. Може се доказати да је при оптималном избору параметра {\displaystyle \tau =\theta } дисперзија (варијанса) оцене баш {\displaystyle {\frac {\pi \sigma ^{2}}{4}}} што је {\displaystyle \pi /2} пута више од дисперзије оцене добијене методом максималне веродостојности без ограничења пропусног опсега. Дисперзија се повећава када се {\displaystyle \tau } удаљава од тачне вредности параметра {\displaystyle \theta }, али може се показати да све док је {\displaystyle |\tau -\theta |\sim \sigma } тада фактор математичког очекивања остаје приближно 2. Избор одговарајуће вредности параметра {\displaystyle \tau } је велики недостатак ове методе, јер наш модел не претпоставља претходно знање вредности параметра {\displaystyle \theta }. За превазилажење овог ограничења може се користити груба процена. Међутим, у сваком од сензора је у том случају потребно убацити додатни хардвер.

## Непознати параметри шума
Модел шума може бити некад и доступан док тачни параметри функције расподеле нису познати (нпр. Гаусова функција расподеле са непознатом дисперзијом {\displaystyle \sigma }). Идеја предложена у  за овакве случајеве јесте коришћење два прага {\displaystyle \tau _{1},\tau _{2}}, тако да су {\displaystyle N/2} сензора постављени на основу {\displaystyle m_{A}(x)=I(x-\tau _{1})}, а осталих {\displaystyle N/2} сензора помоћу {\displaystyle m_{B}(x)=I(x-\tau _{2})}. Тада центар за обраду користи следећу оцену:
{\displaystyle {\hat {q}}_{1}={\frac {2}{N}}\sum \limits _{n=1}^{N/2}m_{A}(x_{n}),\quad {\hat {q}}_{2}={\frac {2}{N}}\sum \limits _{n=1+N/2}^{N}m_{B}(x_{n})}
{\displaystyle {\hat {\theta }}={\frac {F^{-1}({\hat {q}}_{2})\tau _{1}-F^{-1}({\hat {q}}_{1})\tau _{2}}{F^{-1}({\hat {q}}_{2})-F^{-1}({\hat {q}}_{1})}},\quad F(x)={\frac {1}{\sqrt {2\pi }}}\int \limits _{x}^{\infty }e^{-v^{2}/2}dw}
Као и раније, потребно је неко предзнање да би се поставиле вредности параметара {\displaystyle \tau _{1},\tau _{2}} да би добили разумно математичко очекивање дисперзије непристрасне оцене добијене методом максималне веродостојности.

## Непозната функција расподеле вероватноће шума
Сада описујемо дизајн система из  за случај да је структура функције расподеле шума непозната. Следећи модел разматра овај сценарио:
{\displaystyle x_{n}=\theta +w_{n},\quad n=1,\dots ,N}
{\displaystyle \theta \in [-U,U]}
{\displaystyle w_{n}\in {\mathcal {P}},{\text{ где је }}w_{n}{\text{ из интервала }}[-U,U],\mathbb {E} (w_{n})=0}
Поред овог, функције порука су ограничене на облик:
{\displaystyle m_{n}(x_{n})={\begin{cases}1&x\in S_{n}\\0&x\notin S_{n}\end{cases}}}
где је сваки {\displaystyle S_{n}} подскуп сегмента {\displaystyle [-2U,2U]}. Одговарајућа непристрасна оцена {\displaystyle {\hat {\theta }}=\sum \limits _{n=1}^{N}\alpha _{n}m_{n}(x_{n})} је тада линеарна. Дизајн треба да одреди интервале поверења {\displaystyle S_{n}} и коефицијенте {\displaystyle \alpha _{n}}. Интуитивно, треба алоцирати {\displaystyle N/2} сензора за кодирање првог бита параметра {\displaystyle \theta } постављајући њихове интервале поверења да буду {\displaystyle [0,2U]}, затим {\displaystyle N/4} сензора би кодирало следећи бит постављајући интервале поверења на {\displaystyle [-U,0]\cup [U,2U]} итд. Може се показати да такви интервали поверења и одговарајући скуп коефицијената {\displaystyle \alpha _{n}} производе универзалну и непристрасну оцену {\displaystyle \delta }, за коју важи {\displaystyle |\mathbb {E} (\theta -{\hat {\theta }})|<\delta } за сваку вредност параметра {\displaystyle \theta \in [-U,U]} и за сваку вредност {\displaystyle w_{n}\in {\mathcal {P}}}. Заправо, овај интуитиван дизајн интервала поверења је такође и оптималан у смислу да захтева да је број сензора {\displaystyle N\geq \lceil \log {\frac {8U}{\delta }}\rceil } који би задовољио универзалну непристрасност {\displaystyle \delta } оцене док теоријски аргументи показују да би оптималан (и сложенији) дизајн интервала поверења захтевао да је број сензора {\displaystyle N\geq \lceil \log {\frac {2U}{\delta }}\rceil }, тј. ово значи: број сензора је готово оптималан. У  се такође тврди да ако се за циљано математичко очекивање {\displaystyle \mathbb {E} \|\theta -{\hat {\theta }}\|\leq \epsilon ^{2}} узме довољно мало {\displaystyle \epsilon }, онда овај дизајн захтева фактор 4 у броју сензора за постизање исте дисперзије непристрасне оцене при неограниченом протоку података.

## Додатне информације
Дизајн низа сензора захтева оптимизовану расподелу електричне енергије, као и минимизовање комуникационог саобраћаја целог система. Дизајн предложен у  уључује пробабилистичку квантизацију у сензорима и једноставан програм оптимизације који се извршава у централном систему само једном. Централни систем затим емитује скуп параметара свим сензорима, који им омогућава да се изаврше њихови дизајнирање функција размене порука {\displaystyle m_{n}(\cdot )} како би се задовољиле енергетске препреке. Још један посао користи сличан приступ у решавању проблема дистрибуиране детекције код низова бежичних сензора.